# Lindsay Tait
Lindsay Tait, né le 18 janvier 1982, à Sydney, en Australie, est un joueur néo-zélandais de basket-ball. Il évolue au poste de meneur.

## Palmarès
- Champion d'Océanie 2009
- Finaliste du championnat d'Océanie 2005, 2007, 2011